# Collin Johnson
Collin Johnson (Los Angeles, 23 settembre 1997) è un giocatore di football americano statunitense che milita nel ruolo di wide receiver per i Las Vegas Raiders della National Football League (NFL).

## Carriera

### Jacksonville Jaguars
Johnson al college giocò a football a Texas dal 2016 al 2019. Fu scelto nel corso del quinto giro (165º assoluto) del Draft NFL 2020 dai Jacksonville Jaguars. Debuttò nella settimana 1 contro gli Indianapolis Colts ricevendo un passaggio da 14 yard dal quarterback Gardner Minshew. La sua stagione da rookie si concluse con 18 ricezioni per 272 yard e 2 touchdown in 14 presenze.

### New York Giants
Il 1º settembre 2021 Johnson firmò con i New York Giants.

### Chicago Bears
Il 10 ottobre 2023 Johnson firmò con la squadra di allenamento dei Chicago Bears. Fu promosso nel roster attivo il 3 gennaio 2024.
Johnson fu svincolato il 27 agosto 2024 dopo di che rifirmò con la squadra di allenamento.

### Las Vegas Raiders
Il 1° maggio 2025 Johnson firmò per i Las Vegas Raiders.

## Vita privata
Il padre, Johnnie, giocò nella NFL per dieci stagioni ed è stato introdotto nella College Football Hall of Fame nel 2007.